# Фрост, Алекс
Александр (Алекс) Роберт Фрост (англ. Alexander „Alex“ Robert Frost; род. 17 февраля 1987, Портленд, штат Орегон) — американский актёр.

## Биография
Родился в Портленде, штат Орегон. Окончил Высшую школу Линкольн. Фрост не имеет актёрского образования. В 2003 году он исполнил главную роль в фильме культового независимого режиссёра Гаса ван Сента «Слон», актёрский состав которого был полностью укомплектован непрофессионалами. Фильм получил «Золотую пальмовую ветвь» Каннского кинофестиваля.
После «Слона» Фрост снялся ещё в нескольких фильмах и телесериалах. В 2008 году получил премию «Молодой Голливуд», вручаемую многообещающим американским актёрам. Встречается с Зельдой Уильямс.

## Фильмография
| Год  |     | Русское название                  | Оригинальное название           | Роль           |
| ---- | --- | --------------------------------- | ------------------------------- | -------------- |
| 2003 | ф   | Слон                              | Elephant                        | Алекс          |
| 2005 | кор | Королева кактусов                 | Queen of Cactus Cove            | Ачак           |
| 2006 | с   | Морская полиция: Спецотдел        | NCIS                            | Джерри         |
| 2006 | ф   | Потерянные                        | The Lost                        | Тим Бесс       |
| 2006 | ф   | Стандарт                          | The Standard                    | Дилан          |
| 2008 | ф   | Война по принуждению              | Stop-Loss                       | Коротышка      |
| 2008 | ф   | Школа выживания                   | Drillbit Taylor                 | Терри Филкинс  |
| 2009 | ф   | Злобный тип                       | The Vicious Kind                | Питер Синклер  |
| 2009 | ф   | Кэлвин Маршалл                    | Calvin Marshall                 | Кэлвин Маршалл |
| 2010 | кор | Овцы и волки                      | Sheeps and Wolves               | Чарли          |
| 2010 | ф   | Почти короли                      | Almost Kings                    | Трак           |
| 2010 | ф   | Что случилось с Вирджинией?       | Virginia                        | Джош Типтон    |
| 2010 | с   | Доброе утро, Кролик               | Good Morning Rabbit             | Боксер         |
| 2014 | ф   | Рейс 7500                         | Flight 7500                     | Джейк          |
| 2015 | ф   | Увидимся в Вальгалле              | See You in Valhalla             | Питер          |
| 2016 | ф   | Я – Неро                          | Soy Nero                        | офицер полиции |
| 2017 | ф   | Самая ненавистная женщина Америки | The Most Hated Woman in America | Дэнни Фрай     |